# Jeffrey Nordling
Jeffrey Nordling, né le 11 mars 1962 à Ridgewood (New Jersey), est un acteur américain. Il est notamment connu pour ses rôles de Jake Manning dans Deuxième Chance, de l'agent Larry Moss dans la septième saison de 24 Heures chrono, de Nick Bolen dans la sixième saison de Desperate Housewives et de Gordon Klein dans Big Little Lies.

## Vie privée
Il est marié à l'actrice Francia Dimase. Ils ont trois enfants prénommés Iris, Eloise, et Miranda.

## Filmographie

### Cinéma
- 1988 : Working Girl : Tim Rourke
- 1991 : SAS : L'Œil de la veuve (Eye of the Widow) : un agent du FBI
- 1992 : Ruby : Hank
- 1994 : Sacré mariage (Holy Matrimony) : Link
- 1994 : Quiz Show : John Van Doren
- 1994 : Rendez-vous avec le destin (Love Affair) : Lou
- 1996 : Les Petits Champions 3 (D3: The Mighty Ducks) : Coach Ted Orion
- 1998 : Polish Wedding : Father Don
- 1999 : Turbulences 2 (Fear of Flying) : Elliott Stephenson
- 2006 : Flicka : Rick Koop
- 2006 : Les Soldats du désert (Home of the Brave) : Cary Wilkins
- 2008 : Surfer, Dude de S.R. Bindler
- 2011 : Tron : L'Héritage : Richard MacKey
- 2016 : Sully : Barry Leonard

### Télévision
- 1988 : Shooter (en) : Matt Thompson / Grunwald
- 1989 : Ask Me Again : Roy Howard
- 1991 : SAS : L'Œil de la veuve (Eye of the Widow) : Agent du FBI
- 1991 : Nom de code : Requin (Mission of the Shark: The Saga of the U.S.S. Indianapolis) : Tasker
- 1992 : New York, alerte à la peste (Quiet Killer) : Dr Jake Prescott
- 1992 : Citizen Cohn, le persécuteur : G. David Schine
- 1993 : Star trek Deep Space Nine  : Tahna Los ( Saison 1 épisode 3 )
- 1993 : Journey to the Center of the Earth : Chris Turner
- 1993 : Les Soldats de l'espérance (And the Band Played On) : Gaëtan Dugas
- 1994 : Dangerous Heart : Lee
- 1994 : Baby Brokers : John
- 1994 : Les Soupçons d'une mère (Someone She Knows) : Greg Philips
- 1995 : Deux mamans sur la route (Trail of Tears) : Michael
- 1995 : The Shamrock Conspiracy : Frank
- 1995 : Un étrange visiteur (A Stranger in Town) : Larry
- 1996 : Harrison: Cry of the City : Frank
- 1996 : Danielle Steel: Souvenirs d'amour (Remembrance) : Col. Brad Fullerton
- 1996 : Apollo 11 : Neil Armstrong
- 1997 : Meurtre en sommeil (The Sleepwalker Killing) : Det. Lloyd Boyko
- 1997 : Melrose Place : Eric Baines
- 1997 : Sœurs de cœur (True Women) : Dr Peter Woods
- 1998 : Sex and the City : Capote Duncan
- 1998 : Saint Maybe : Daniel G. 'Danny' Bedloe
- 1999 : Le Cœur à l'écoute (Blue Moon) : Billy Medieros
- 1999 : Les Pirates de la Silicon Valley (Pirates of Silicon Valley) : Mike Markkula
- 1999-2001 : Deuxième chance (Once and again) : Jake Manning (47 épisodes)
- 2000 : Recherche fiancée pour papa (Personally Yours) : Jesse Stanton
- 2001 : Une famille meurtrie (Just Ask My Children) : Scott Kniffen
- 2003 : The Flannerys : Barrett Flannery
- 2003 : War Stories : Ian Rhys
- 2003 : The Lone Ranger (en) : James Landry
- 2003 : Preuve à l'appui : Tom Crane
- 2004 : Un cœur pour David (Searching for David's Heart) : Bill Deeton, le père de Darcy
- 2004 : Nip/Tuck : Roger
- 2005 : The Closer : L.A. enquêtes prioritaires : Hart Phillips (Saison 1 épisode 9)
- 2006 : Dirt (série) : Brent Barrow (16 épisodes)
- 2006 : Beverly Hills S.U.V. : Jeff Aronson
- 2006 : Flight 93 : Tom Burnett (en)
- 2008 : 24 Heures chrono : Larry Moss (19 épisodes)
- 2009 : Desperate Housewives : Nick Bolen (22 épisodes)
- 2009 : Une seconde vie (Mrs. Washington Goes to Smith) : Professeur Terry O'Neill
- 2011 : Body of Proof : Todd Fleming
- 2011 : Les Experts : Manhattan : Sénateur Kirk Matthews (saison 8, épisodes 8 et 9)
- 2012-2014 : Arrow : Franck Bertinelli (2 épisodes)
- 2013 : La Diva du divan
- 2014 : The Ugly Life of a Beautiful Girl : J.B.
- 2014 : Cloud 9 : L'ultime figure : Sebastian Swift
- 2014 : Killer Women : Jake Colton
- 2014 : Rake : Bruce Mangan
- 2014 : Castle : Marcus Lark (saison 7, épisode 6)
- 2014 : Esprits criminels (Criminal Minds) : Jack Westbrook (saison 10, épisode 8)
- 2015 : Hawaii 5-0 : Josh Bennett (saison 5, épisode 25)
- 2015 : Motive : Earl Halford (saison 3, épisodes 12 et 13)
- 2017-2018 : Nashville : Brad Maitland
- 2017-2019 : Big Little Lies : Gordon Klein
- 2017 : The Gifted : Danny
- 2018 : Le Maître du Haut Château : Dr Daniel Ryan
- 2018-2019 : Suits : Avocats sur mesure : Eric Kaldor
- 2022 : Five Days at Memorial : Richard T. Simmons Jr

## Jeux vidéo
- 2016 : Call of Duty: Infinite Warfare : Ethan

## Voix françaises
| - Michel Dodane dans : (les séries télévisées) - Deuxième Chance - Nip/Tuck - The Closer : L.A. enquêtes prioritaires - Desperate Housewives - Body of Proof - Arrow - I'm Dying Up Here | Et aussi - Guy Chapellier dans New York, alerte à la peste (Téléfilm) - Nicolas Marié dans Le Cœur à l'écoute (Téléfilm) - François Leccia dans Recherche fiancée pour Papa (Téléfilm) - Pascal Germain dans Dirt (série télévisée) - Bruno Magne dans 24 Heures chrono (série télévisée) - Tony Joudrier dans Tron : L'Héritage - Jean-Luc Atlan dans Sully - Joël Zaffarano dans Big Little Lies (série télévisée) - Constantin Pappas dans The Gifted (série télévisée) |